# Rita Cirio
Rita Cirio (Cessole, 1945) è una saggista, drammaturga e giornalista italiana.

## Biografia
Critica teatrale de L'Espresso, fondò nel 1974 a Genova, con Emanuele Luzzati e altri, la cooperativa del Teatro della Tosse. Fu autrice di diversi testi e riduzioni  teatrali: Dodici Cenerentole in cerca di autore, con illustrazioni di Emanuele Luzzati (Conegliano, Quadragono libri, 1976; poi Milano, Nuages, 1991); Frammenti di un discorso amoroso di Roland Barthes, messo in scena con la regia di Piero Maccarinelli con Massimo De Francovich. Fu autrice di numerosi saggi critici, tra cui Sentimental (con Pietro Favari), uscito come Almanacco Bompiani nel 1974, e considerato "uno dei pochissimi testi italiani dedicati al teatro di rivista".
Nel 1991 ebbe una serie di conversazioni sul cinema con Federico Fellini, che portarono alla pubblicazione di Il mestiere del regista. Intervista con Federico Fellini, Milano, Garzanti, 1995. Con Luzzati, con cui mantenne negli anni un solido rapporto di amicizia e collaborazione, ha realizzato Dipingere il teatro. Intervista su sessant'anni di scene, costumi, incontri, Roma-Bari, Laterza, 2000.

## Opere principali
- Serata d'onore: diletto e castigo a teatro, Milano, Bompiani, 1983
- Qualità: scenes d'objets a l'italienne, Paris, editions du may, 1990
- Il mestiere di attore: la pratica artistica e i luoghi di formazione: a colloquio con Vittorio Gassman e Bernard Dort, Città di Castello, Marcon, 1992
- Il mestiere di regista: intervista con Federico Fellini, Milano, Garzanti, 1994
- Frammenti di un discorso amoroso: omaggio a Roland Barthes, con una nota di Umberto Eco, Palermo, Sellerio, 2000
- Rumori di scena: novemila sere a teatro con gli Attori & Tecnici, Roma, Bulzoni, 2003